# نوکان (کرمانشاه)
نوکان (به کردی: نووکان)، شهرکی از توابع بخش مرکزی شهرستان کرمانشاه در استان کرمانشاه ایران است. شهرک نوکان در گذشته روستا بود، مردمان این روستا اصالتا اهل گیلانغرب هستند.امروزه در داخل محدودهٔ شهری کرمانشاه قرار گرفته و یکی از محلات این شهر به‌شمار می‌آید. این شهرک درست در شمال فرودگاه کرمانشاه و در خروجی کرمانشاه به سمت همدان قرار دارد.

## جمعیت
شهرک نوکان براساس سرشماری مرکز آمار ایران در سال ۱۳۹۵، جمعیت آن ۱۵٬۰۱۳ نفر بوده‌است.

## اماکن
در شهرک نوکان اماکن زیر وجود دارد:
- سوپر مارکت حشمتیان
- مسجد مرحوم حاج شیرولی خانی
- سوپر مارکت نوری
- سوپر مارکت نازار
- کتابخانه سیدالشهداء
- شرکت سرمایه گذاری تدبیرگران اقتصاد اوراسیا